# Papier salé
Le papier salé était le processus photographique à base de papier le plus utilisé pour produire des positifs (à partir de négatifs papier) de 1839 jusqu'aux années 1860. C'est un moment essentiel de l'histoire de la photographie dans la reproduction photographique. Les premiers à utiliser ce procédé sont Henry Fox Talbot et son calotype, qui fut breveté en 1841, et Hippolyte Bayard et ses positifs directs sur papier salé, qui n'eurent pas le succès qu'ils méritaient en raison de la rivalité qui l'opposait au daguerréotype.

## Galerie

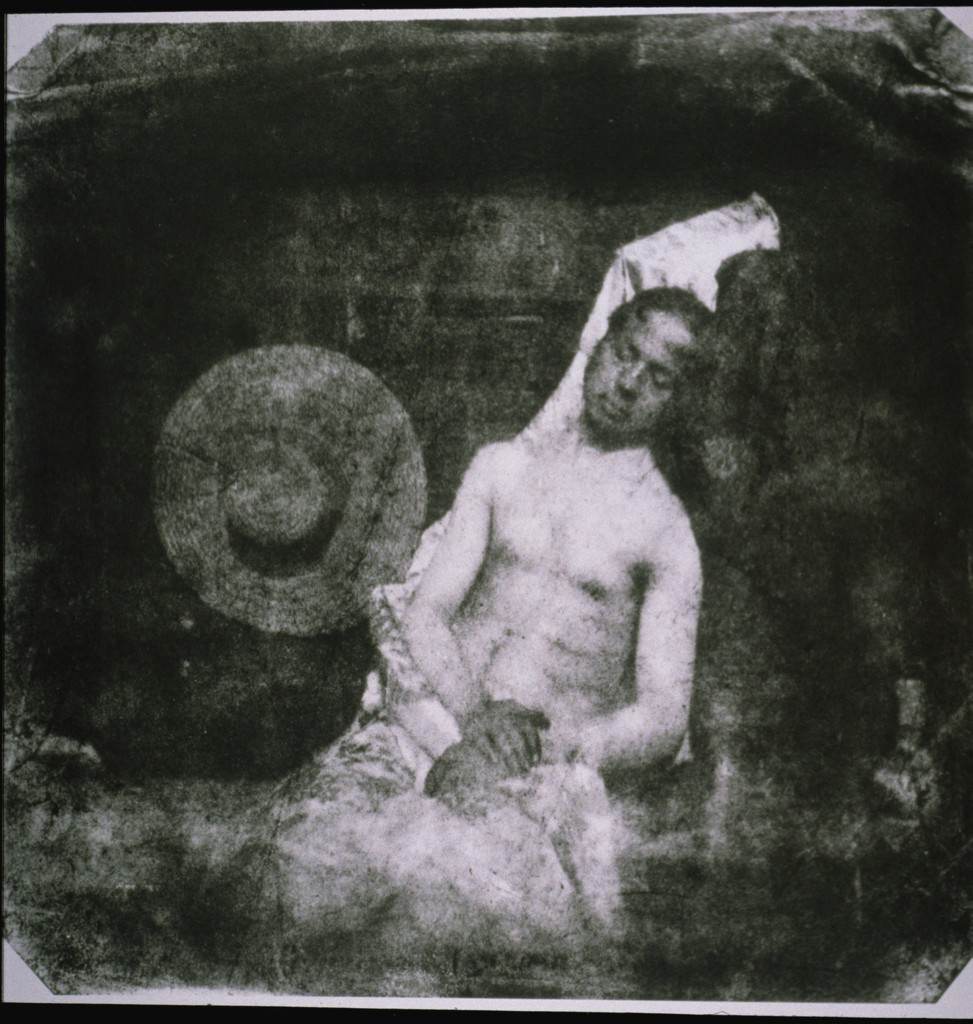
Hippolyte Bayard Autoportrait en noyé, 1840 Positif direct sur papier salé
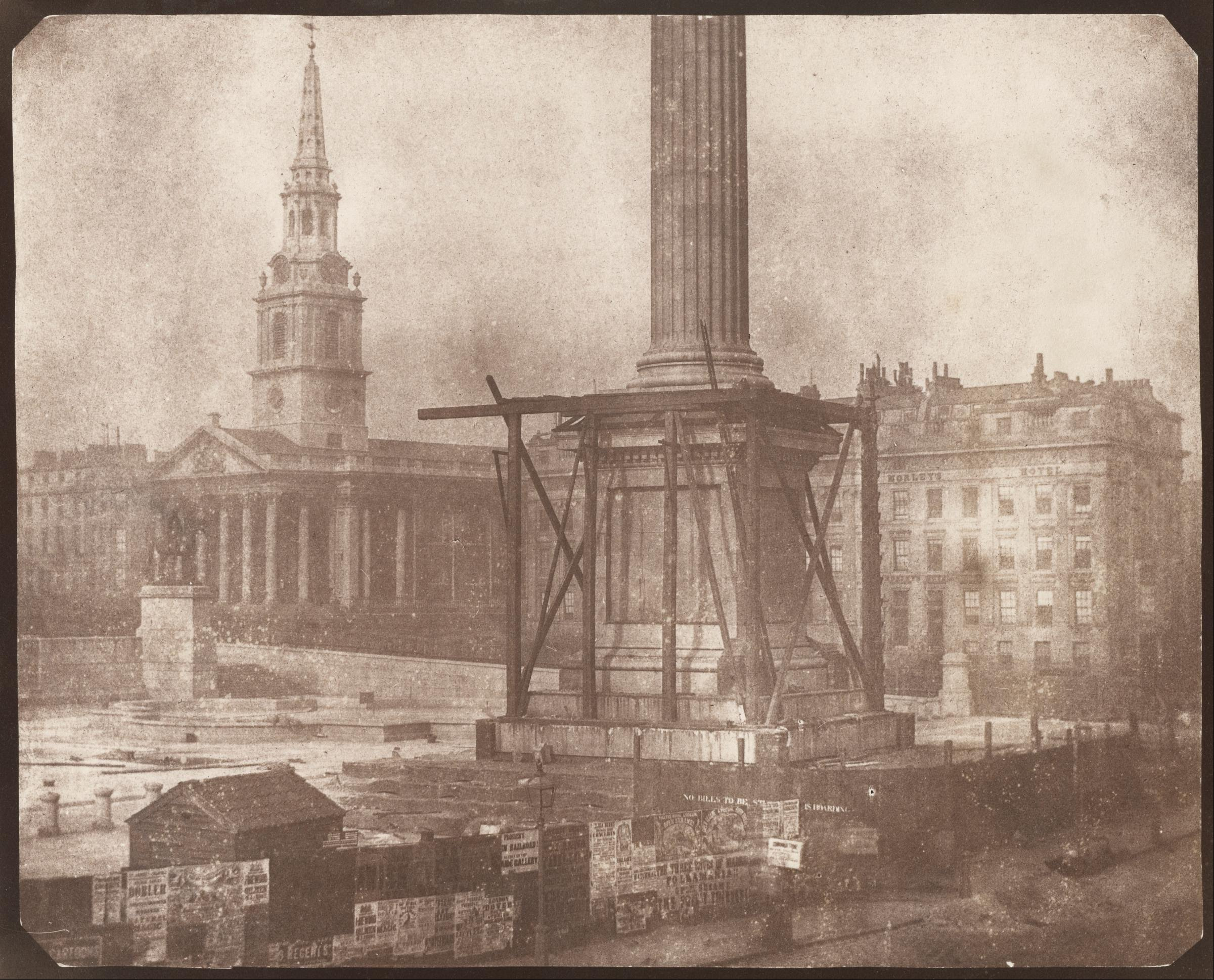
Henry Fox Talbot La colonne Nelson en construction. Trafalgar Square, Londres, v. 1843. Tirage sur papier salé à partir d'un négatif calotype
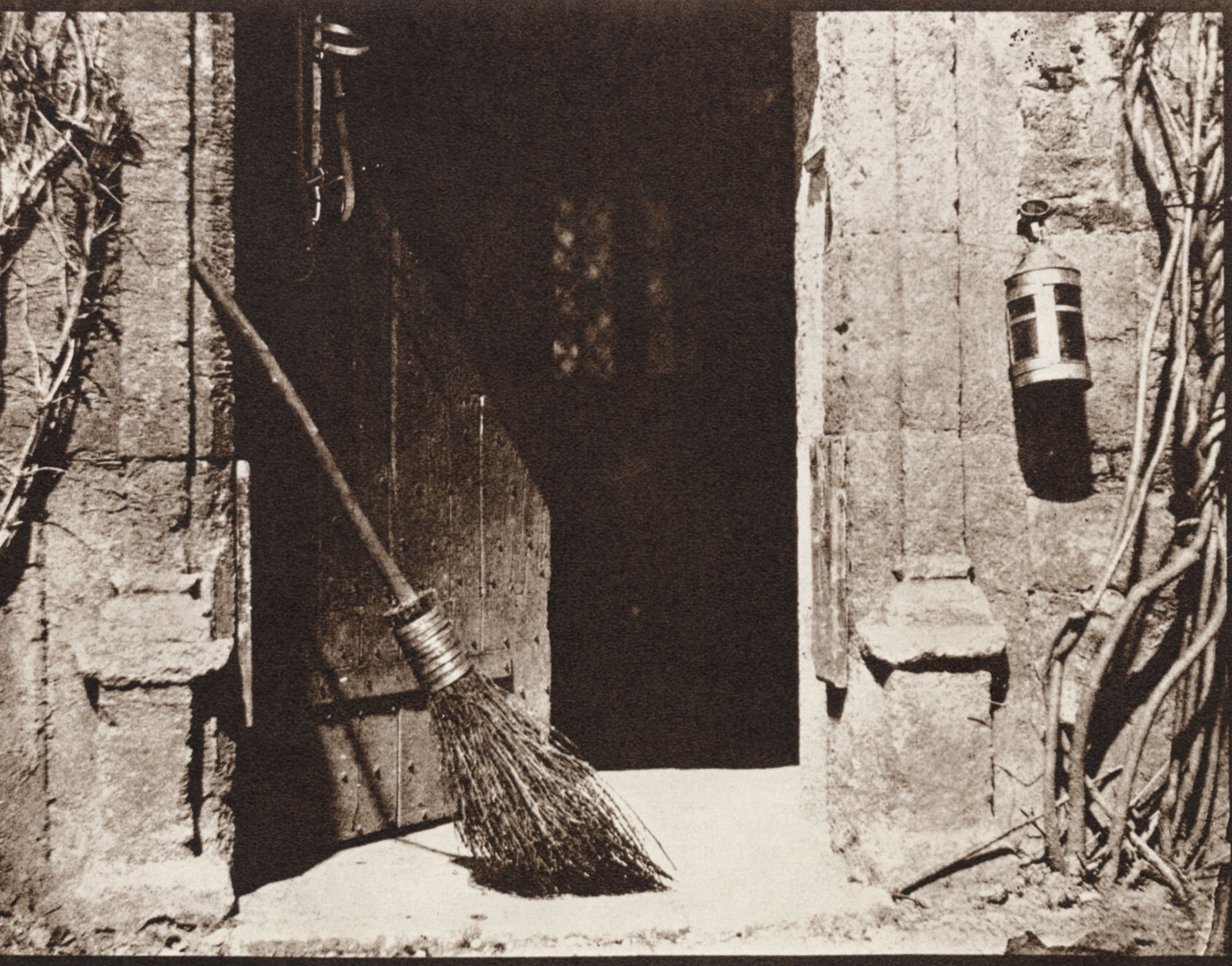
Henry Fox Talbot La porte ouverte, 1843. Tirage sur papier salé à partir d'un négatif calotype
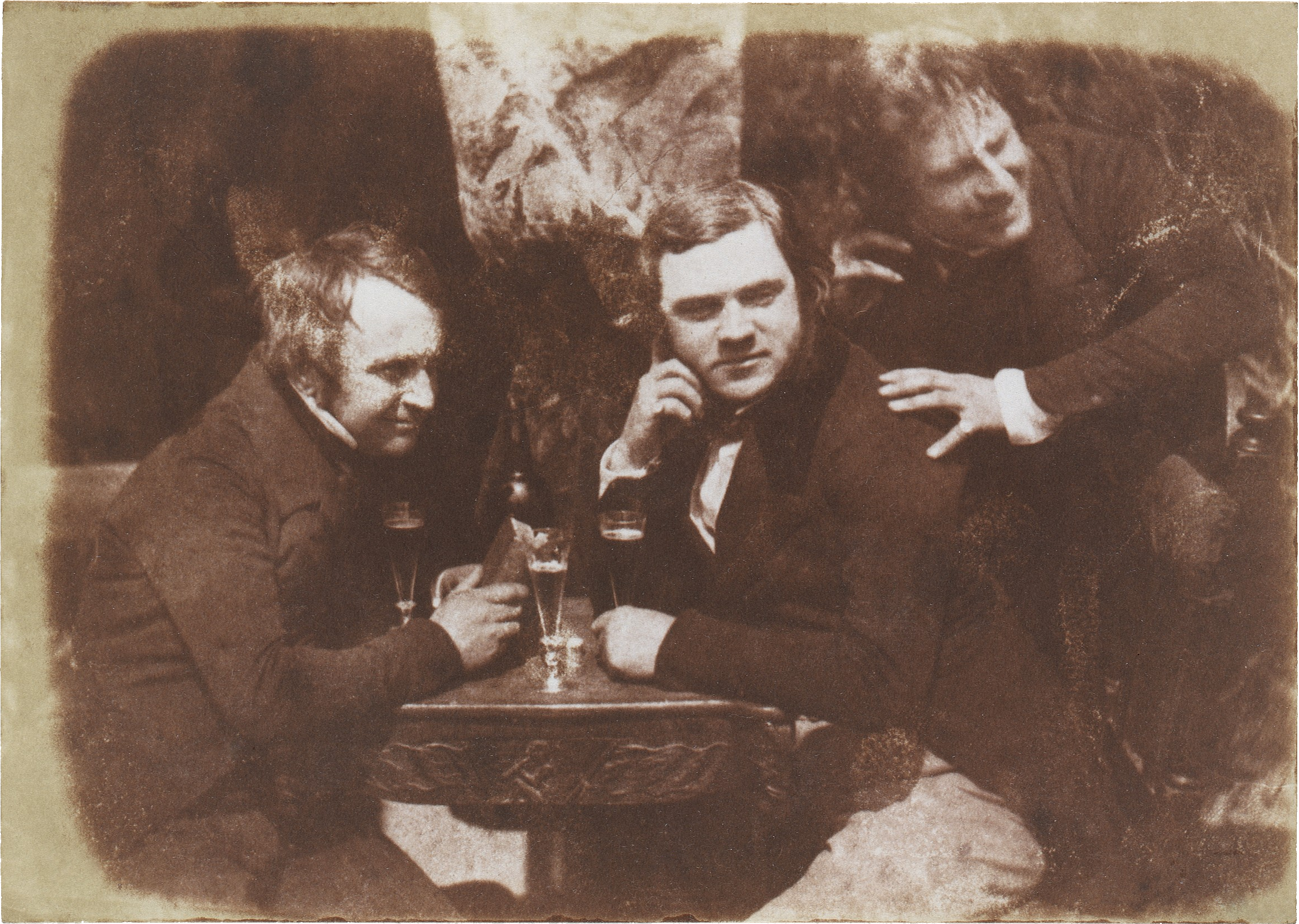
Hill & Adamson Épreuve sur papier salé d'après un négatif calotype, v. 1844
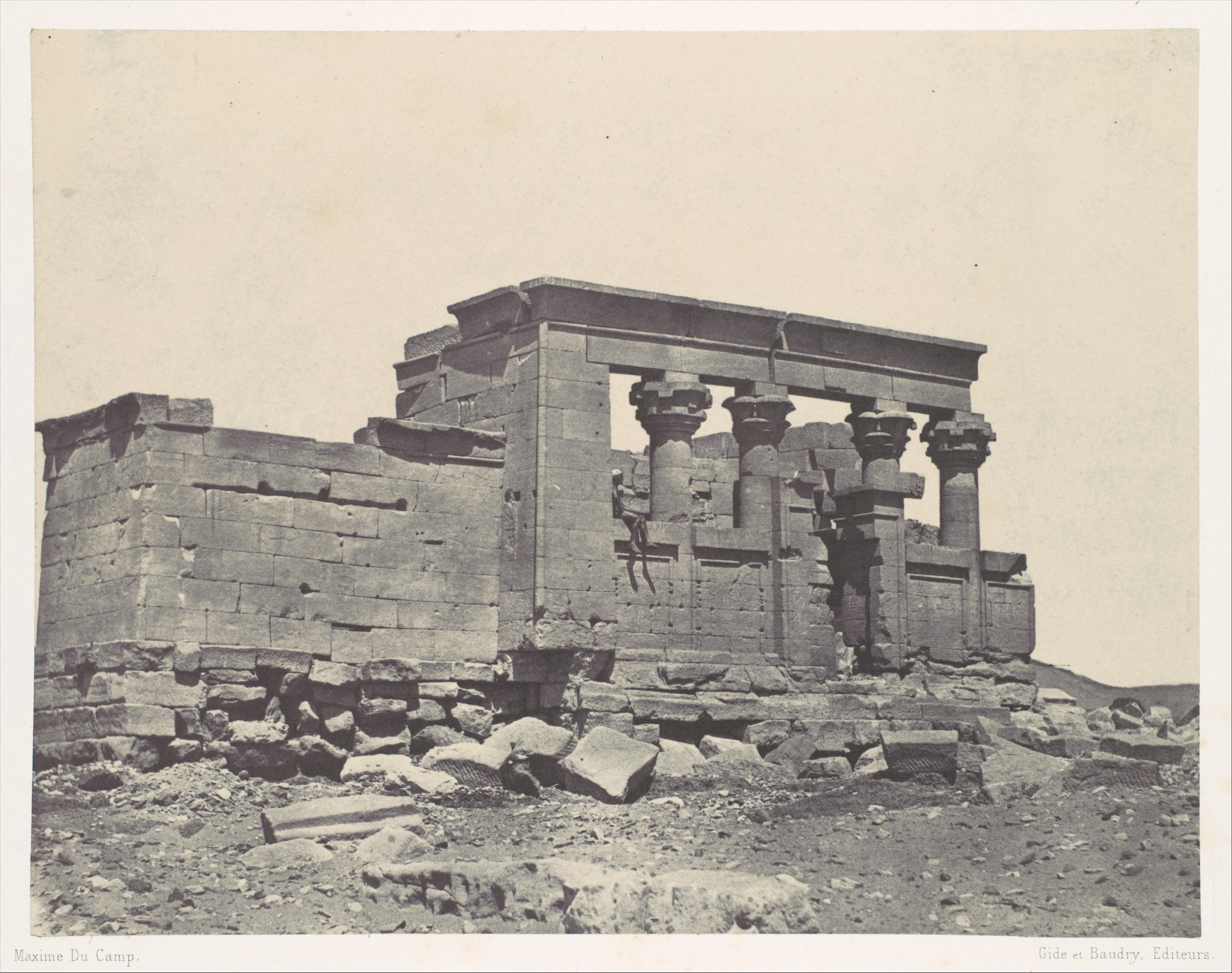
Maxime du Camp, épreuve sur papier salé d'après un négatif calotype 1850. Nubie, Temple d'Amon (Debod)
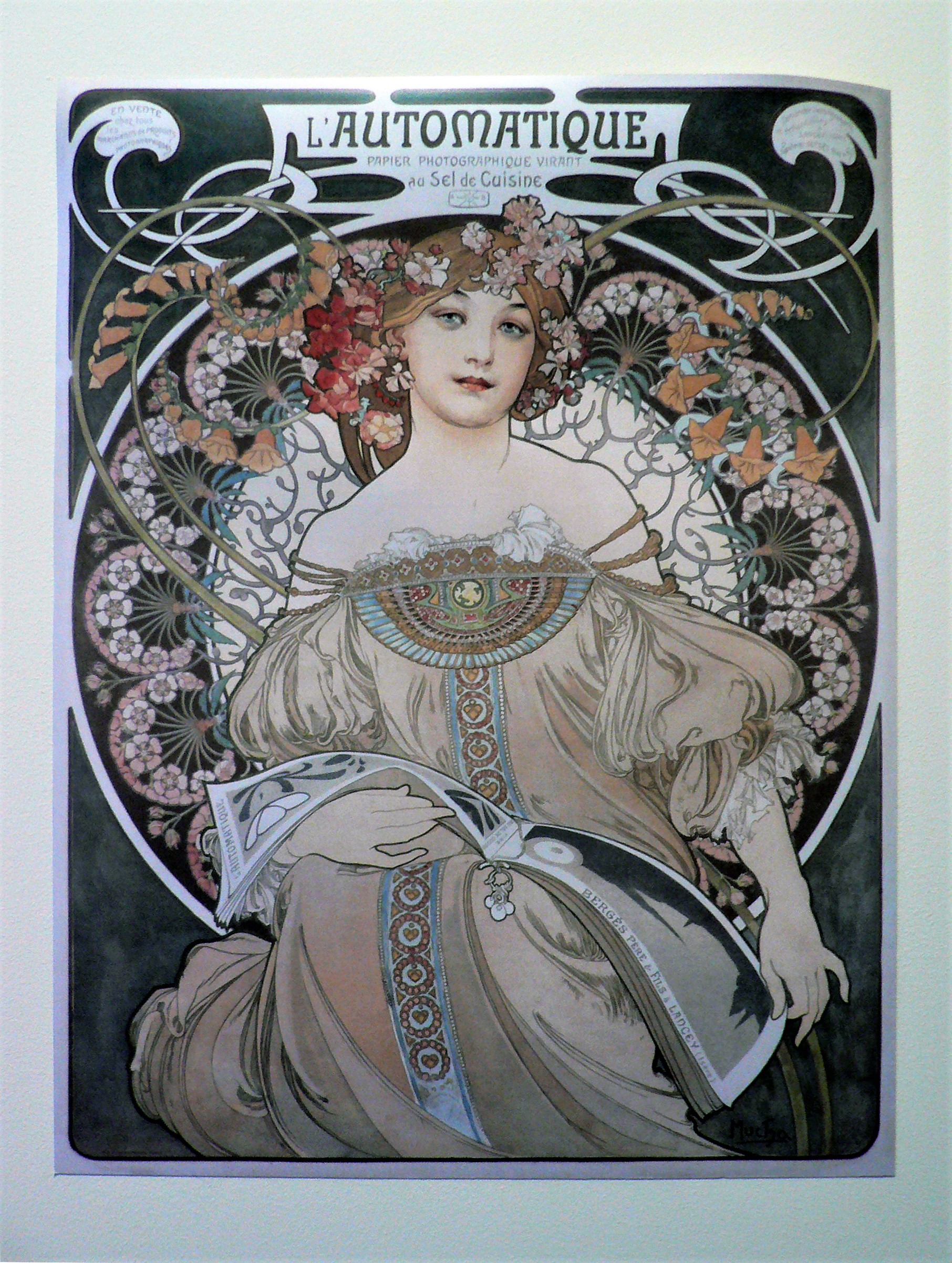
« L'automatique, papier photographique virant au sel de cuisine » des Papeteries de Lancey. Alfons Mucha
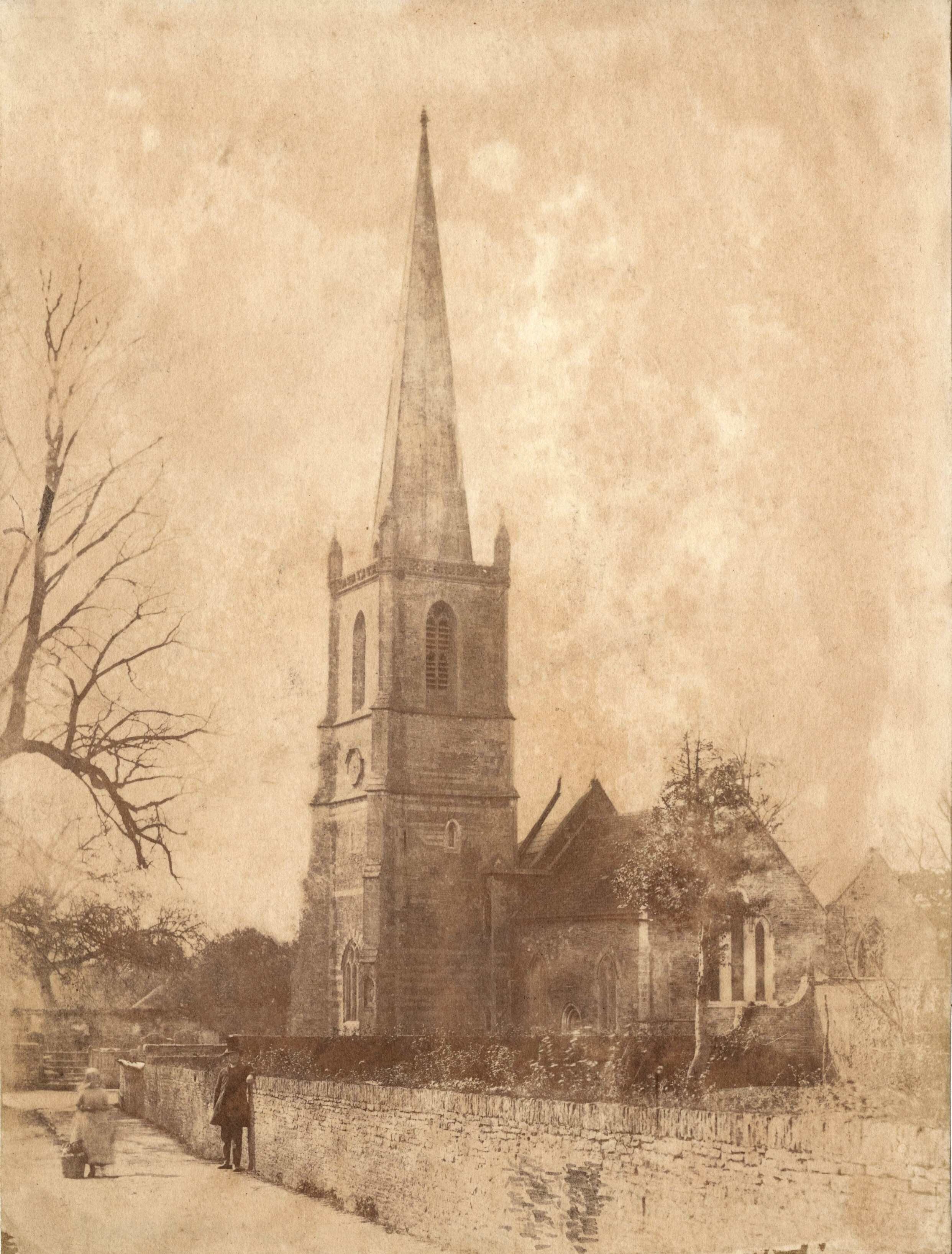
Eglise de Saint-Michel, Winterbourne, avril 1859, papier salé, Department of Image Collections, National Gallery of Art Library, Washington, DC